# Tvättgyl
Tvättgyl är en sjö i Ronneby kommun i Blekinge och ingår i Bräkneåns huvudavrinningsområde. Sjön är 6,9 meter djup, har en yta på 0,116 kvadratkilometer och befinner sig 115 meter över havet.